# Kunstkonkurrencer ved OL
 Der er for få eller ingen kildehenvisninger i denne artikel, hvilket er et problem. Du kan hjælpe ved at angive troværdige kilder til de påstande, som fremføres i artiklen.

Kunstkonkurrencer blev afholdt ved de olympiske lege fra 1912 til 1948. Ideen til kunstkonkurrencen kom fra grundlæggeren af den moderne olympiske bevægelse, Pierre de Coubertin. Der blev uddelt medaljer til sportsrelaterede kunstværker indenfor fem områder: arkitektur, litteratur, musik, maleri og skulptur.
Kunstkonkurrencen blev opgivet i 1954, fordi man erkendte at samtidens kunstnere var professionelle og således ikke levede op til OL's amatør-idealer. Siden 1956 har OL i stedet haft et kulturprogram.

## Danske medaljer i kunst

### Arkitektur
I 1928 vandt Ejnar Mindedal Rasmussen sølv for tegningerne til svømmehallen ved Gymnastikhøjskolen i Ollerup – en bygning som stadig står. I 1932 vandt Jens Houmøller Klemmensen ligeledes sølv for tegningerne til en folke- og idrætspark.

### Musik
I 1928 fik Rudolph Simonsen bronze for Symfoni nr. 2, Hellas. I 1948 vandt Erling Brene ligeledes bronze for kor- og orkesterværket Vigueur. 

### Skulptur
I 1924 vandt billedhuggeren Jean Gauguin bronze for statuen Bokser/Nævefægter. 